# János Áder
János Áder, född 9 maj 1959, är en ungersk politiker och jurist.
Áder var Ungerns president mellan 2012 - 2022.
Áder föddes i Csorna och studerade juridik vid Eötvös Loránduniversitetet i Budapest. Han var en av grundarna av Fidesz och har var ledamot av det ungerska parlamentet 1990-2009. Åren 2009-2012 var han ledamot av Europaparlamentet. Mellan den 10 maj 2012 och 10 maj 2022 var han Ungerns president. Vid sin tillträde lämnade han Fidesz. Han omvaldes som president av det ungerska parlamentet den 13 mars 2017.

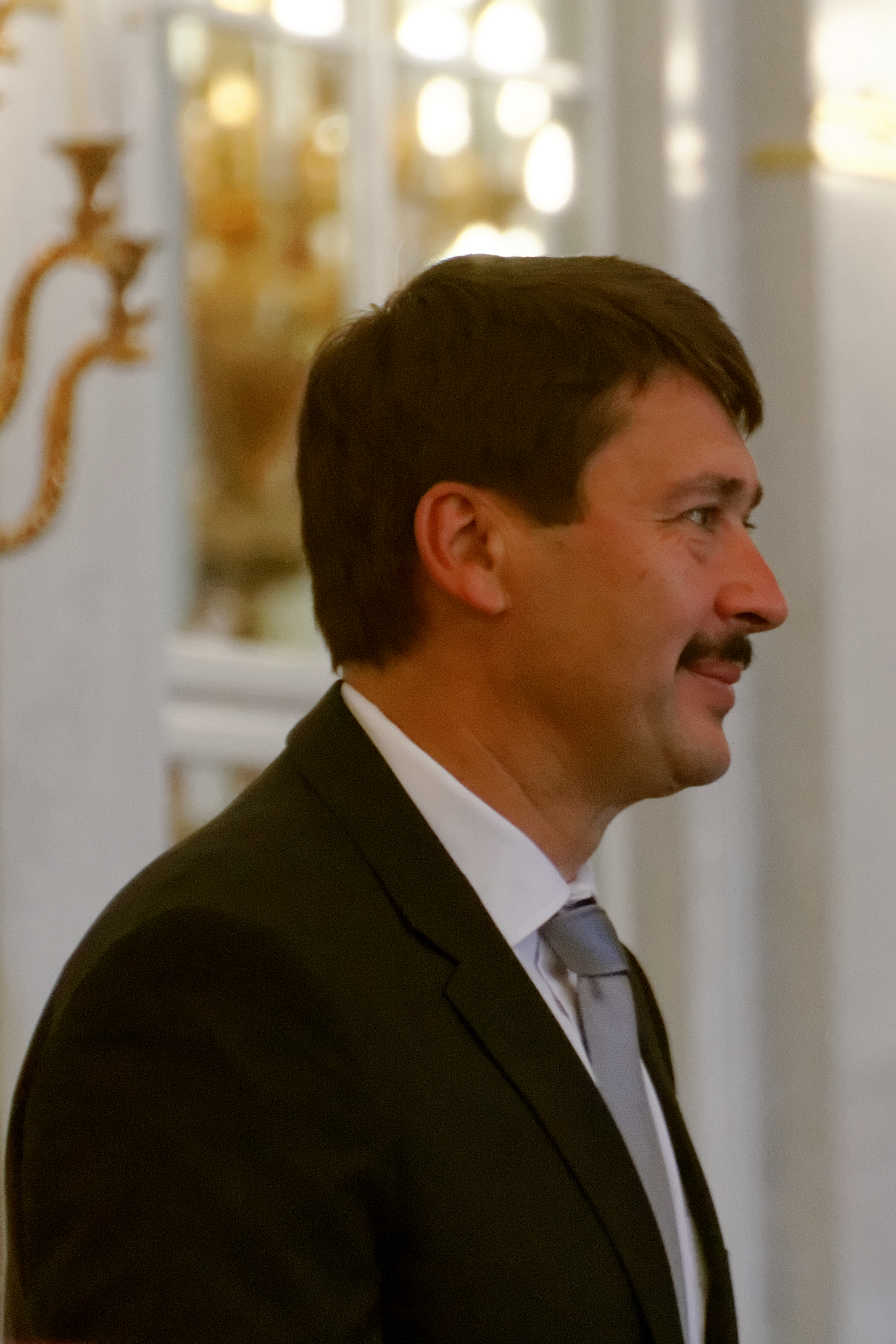
János Áder (2013)